# Marika Ericson
Ingrid Birgit Marika Ericson, född 18 juli 1977 i Hovsta församling i Örebro län, är en svensk jurist.

## Biografi
Marika Ericson har varit juridisk rådgivare i Högkvarteret, Communication Delegate för Röda Korset i Sudan och som Legal Adviser i Kosovo. Hon har tjänstgjort vid Krisberedskapsmyndigheten och Folke Bernadotteakademin samt blev analytiker i Crismart vid Försvarshögskolan 2011. Hon avlade juris doktor-examen i internationell rätt vid Uppsala universitet 2020 med avhandlingen On the virtual borderline. I dag (2021) är hon chef för Centrum för operativ juridik och folkrätt vid Försvarshögskolan. Hennes forskning är inriktad på lagstiftningen för krisberedskap och totalförsvar samt cyberoperationer i internationell och svensk rätt.
Marika Ericson invaldes 2021 som ledamot av Kungliga Krigsvetenskapsakademien.